# Drimia barkerae
Drimia barkerae là một loài thực vật có hoa trong họ Măng tây. Loài này được Oberm. ex J.C.Manning & Goldblatt mô tả khoa học đầu tiên năm 2003.